# Krummenhennersdorf
Krummenhennersdorf ist ein Ortsteil der Gemeinde Halsbrücke im Landkreis Mittelsachsen (Freistaat Sachsen). Er wurde am 1. März 1994 eingemeindet.

## Lage und Verkehr

### Lage

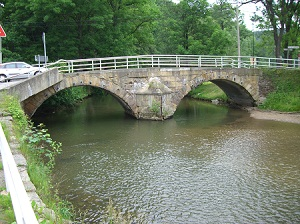
Bobritzschbrücke, 1806 erbaut

Krummenhennersdorf liegt etwa acht Kilometer nördlich der Kreisstadt Freiberg und drei Kilometer nördlich von Halsbrücke in einem kleinen Seitental der Bobritzsch in einer Höhe zwischen 280 und 360 m ü. NN. Südöstlich des Dorfes auf einer Hochfläche liegt die kleine Streusiedlung der Forsthäuser. Westlich des Orts verläuft der Rothschönberger Stolln, ein Wasserlösungsstollen des Brander und Freiberger Bergreviers.

### Verkehr
Der Ortsteil ist an das Netz des öffentlichen Personennahverkehrs angeschlossen und überregional über die B 173 sowohl aus Richtung Freiberg als auch aus Richtung Dresden erreichbar.

### Nachbarorte
| Gotthelffriedrichsgrund      | Reinsberg                                   | Dittmannsdorf |
| Teichhäuser (zu Rothenfurth) | Kompassrose, die auf Nachbargemeinden zeigt | Oberschaar    |
| Halsbrücke                   | Conradsdorf                                 | Falkenberg    |

## Geschichte

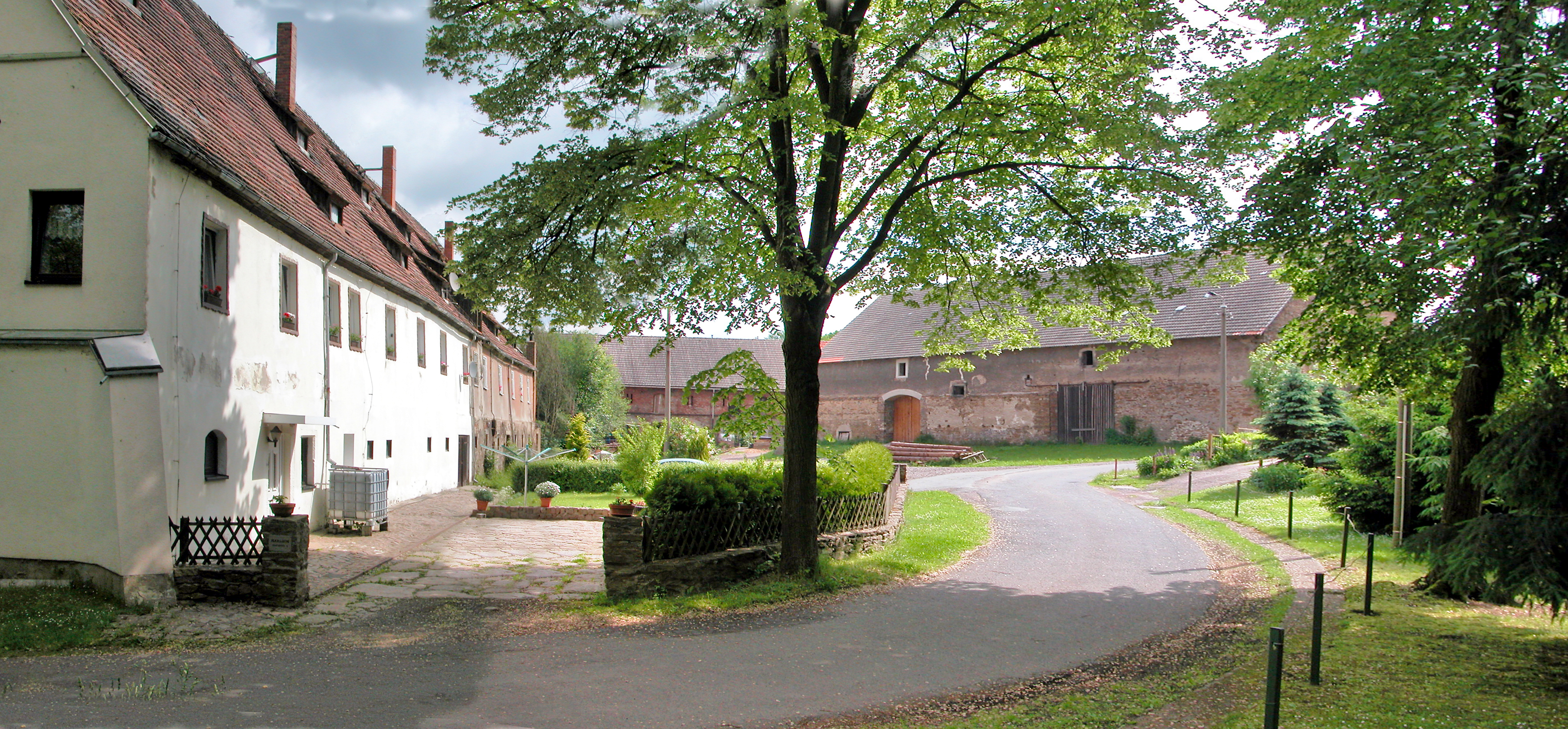
Rittergut Krummenhennersdorf

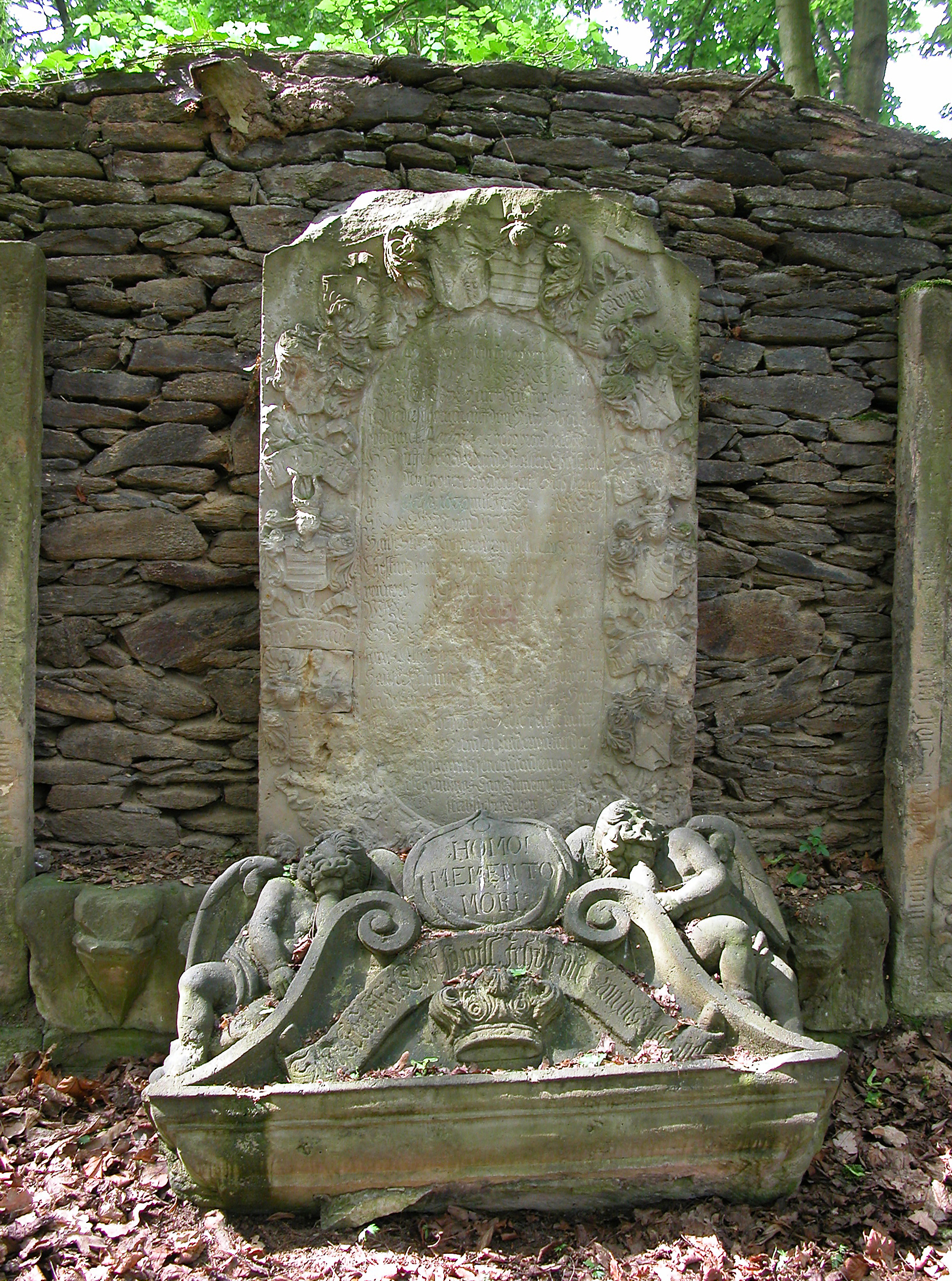
Epitaph an der Schlossparkmauer

In dem um 1160 angelegten Waldhufendorf Krummenhennersdorf verstarb 1195 Markgraf Albrecht der Stolze, ältester Sohn Otto des Reichen in Folge einer Vergiftung. Im Jahr 1334 wurde das Dorf noch Heynrichsdorf geschrieben (Dorf des Heinrich), im selben Jahr ist die Ortsbezeichnung Krumme Heinrichisdorf nachweisbar. Weitere Ortsbezeichnungen sind: 1439 Krummehennersdorf, 1574 Heinersdorf, 1578 Crumenhennersdorf und 1791 Krumhennersdorf. Südöstlich des Dorfes auf einer Hochfläche liegt die kleine Streusiedlung der Forsthäuser. Hier könnte sich das 1350 erwähnte Dorf Forst befunden haben, das später wüst fiel.
Bezüglich der Grundherrschaft war Krummenhennersdorf durch den Bach lange Zeit zweigeteilt. Der westliche Teil gehörte als Vorwerk zum Rittergut Bieberstein, der östliche Teil mit der Kirche zum Kloster Altzella. Das dortige Herrenhaus war der Sommerwohnsitz des Klosterabtes. Mit der Säkularisation des Klosters im Jahr 1540/45 wurde es Andreas Glasewald, dem letzten Abt des Klosters, zu lebenslanger Nutzung übertragen. Nach dessen Tod im Jahr 1560 fiel der Besitz an die Markgrafen von Meißen, die ihn zum Rittergut erhoben und als Lehen zu Beginn des 17. Jahrhunderts an Nicol von Schönberg aus Reinsberg verkauften. Im Dreißigjährigen Krieg wurde der Besitz an die Familie von Hartitzsch verkauft und gelangte dann über die von Miltitz und die Pflugk von Tiefenau 1801 durch Heirat wieder an die von Schönberg zurück, die den Besitz bis zur Enteignung durch die Bodenreform 1945 hielten. Zur Grundherrschaft Krummenhennersdorf gehörten neben dem Ostteil des Orts die Dörfer Sand mit Grüneburg, Niederschöna, Hetzdorf und Hutha.
Die Bogenbrücke über die Bobritzsch wurde 1806 errichtet. Der Bergbau hatte im Vergleich zu dem auf Seitentrümern des Halsbrücker Spats betriebenen nur geringe Bedeutung. Der Goldene-Aue-Erbstolln war 1833 noch in Betrieb.
Landesherrliche Verwaltungsbezirke des Dorfes waren 1378 das Castrum Freiberg, 1548 das Kreisamt Freiberg, um 1696 und bis 1836 das kursächsische bzw. königlich-sächsische Kreisamt Meißen. Ab 1836 gehörte Krummenhennersdorf wieder kurzzeitig zum Kreisamt Freiberg. 1856 wurde Krummenhennersdorf dem Gerichtsamt Freiberg und nach Trennung von Justiz und Verwaltung im Jahr 1875 der Amtshauptmannschaft Freiberg angegliedert.
Das Hauptgebäude des Ritterguts Krummenhennersdorf wurde nach dem Brand im Jahr 1945 abgerissen. Ein Wirtschaftsgebäude ist bis heute bewohnt. Weiterhin ist der Park des Ritterguts bis in die Gegenwart erhalten geblieben.
Durch die zweite Kreisreform in der DDR kam die Gemeinde Krummenhennersdorf im Jahr 1952 zum Kreis Freiberg im Bezirk Chemnitz (1953 in Bezirk Karl-Marx-Stadt umbenannt), der ab 1990 als sächsischer Landkreis Freiberg fortgeführt wurde und im Jahr 2008 im Landkreis Mittelsachsen aufging. Durch die Eingemeindung der Gemeinde Krummenhennersdorf nach Halsbrücke ist der Ort seit dem 1. März 1994 ein Ortsteil von Halsbrücke.

### Entwicklung der Einwohnerzahl
1551: 41 besessene Mann, 2 Gärtner, 51 Inwohner, 37¾ Hufen.
1764: 24 besessene Mann, 7 Gärtner, 14 Häusler, 32½ Hufen je 15–20 Scheffel.
Stand jeweils 31. Dezember:
| 1834 bis 1925 - 1834: 723 - 1871: 874 - 1890: 940 - 1910: 773 - 1925: 771 | 1939 bis 1990 - 1939: 773 - 1946: 943 - 1950: 934 - 1964: 819 - 1990: 537 |

## Sehenswürdigkeiten

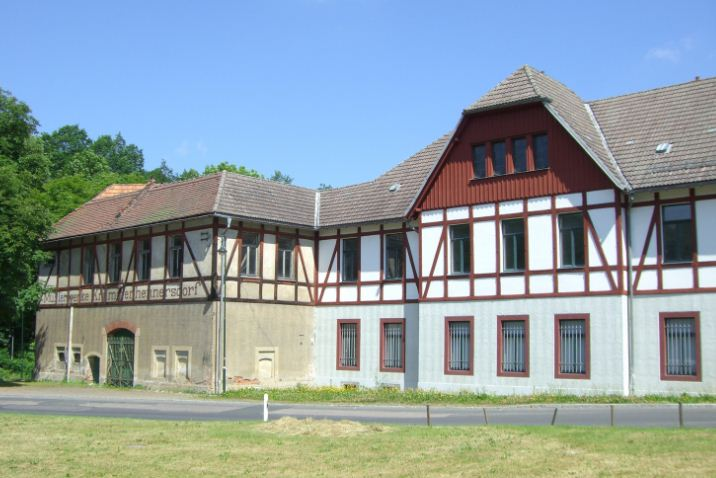
Krummenhennersdorfer Mühle

Kandlerkirche

Detailansichten der Kandlerkirche
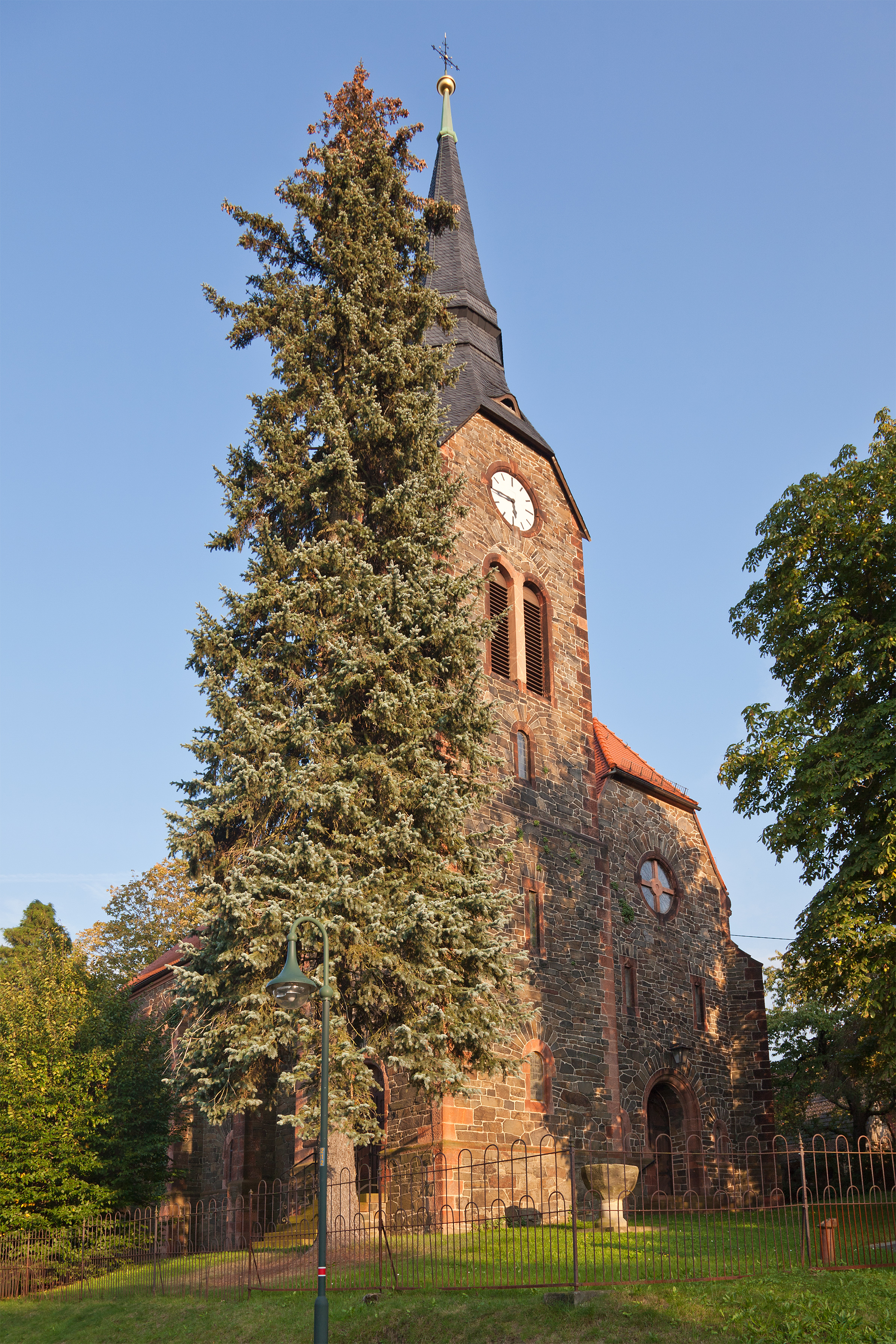
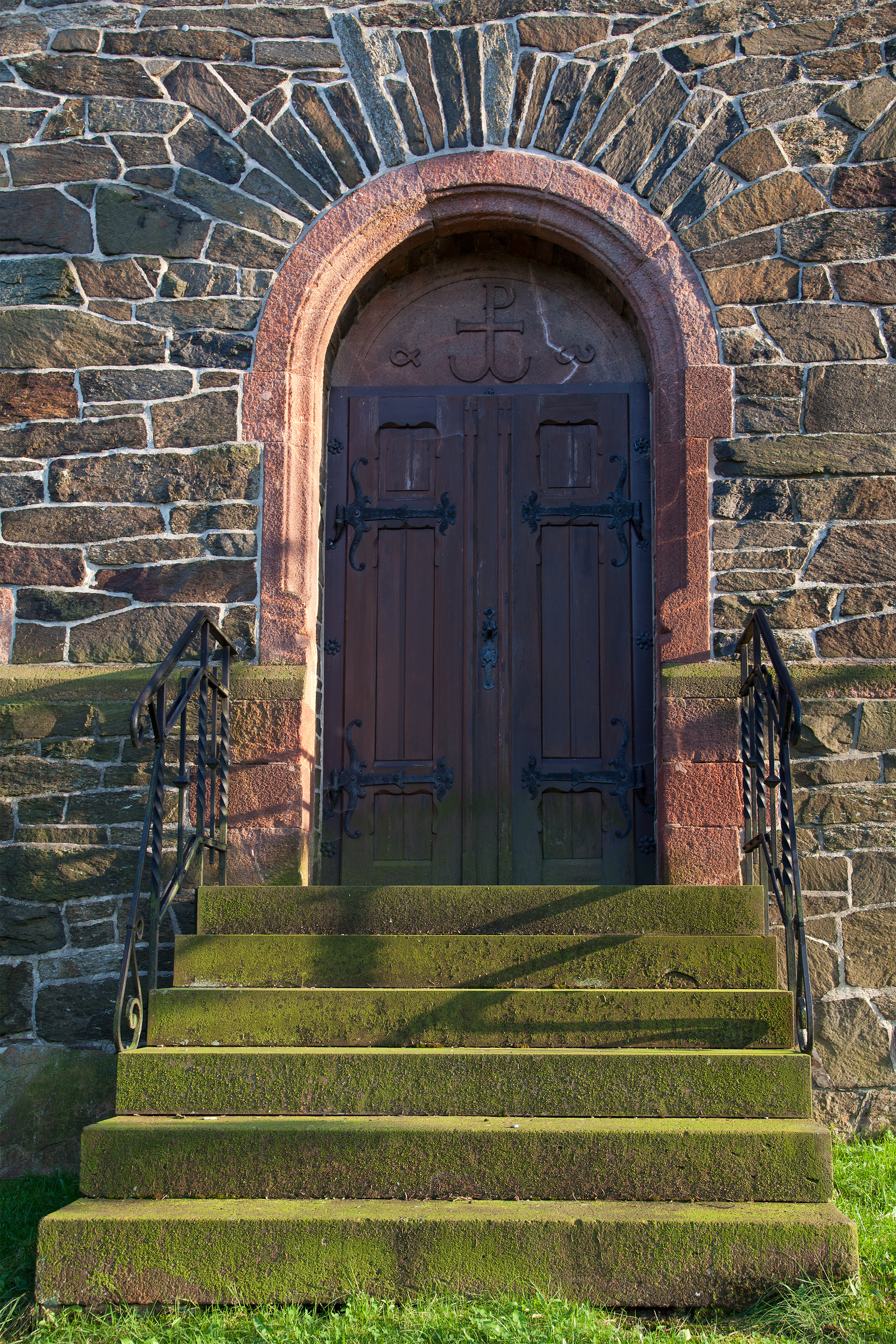
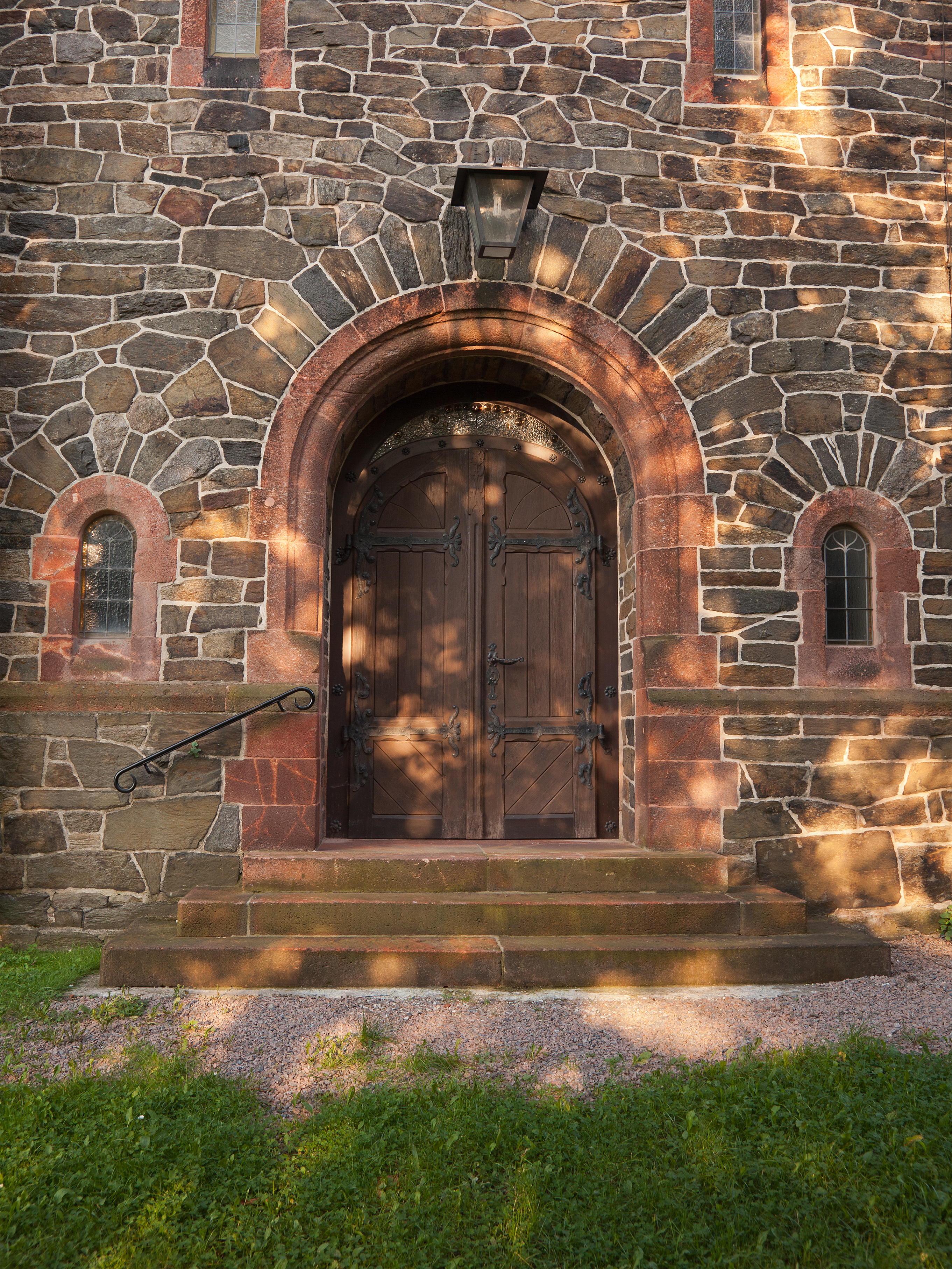
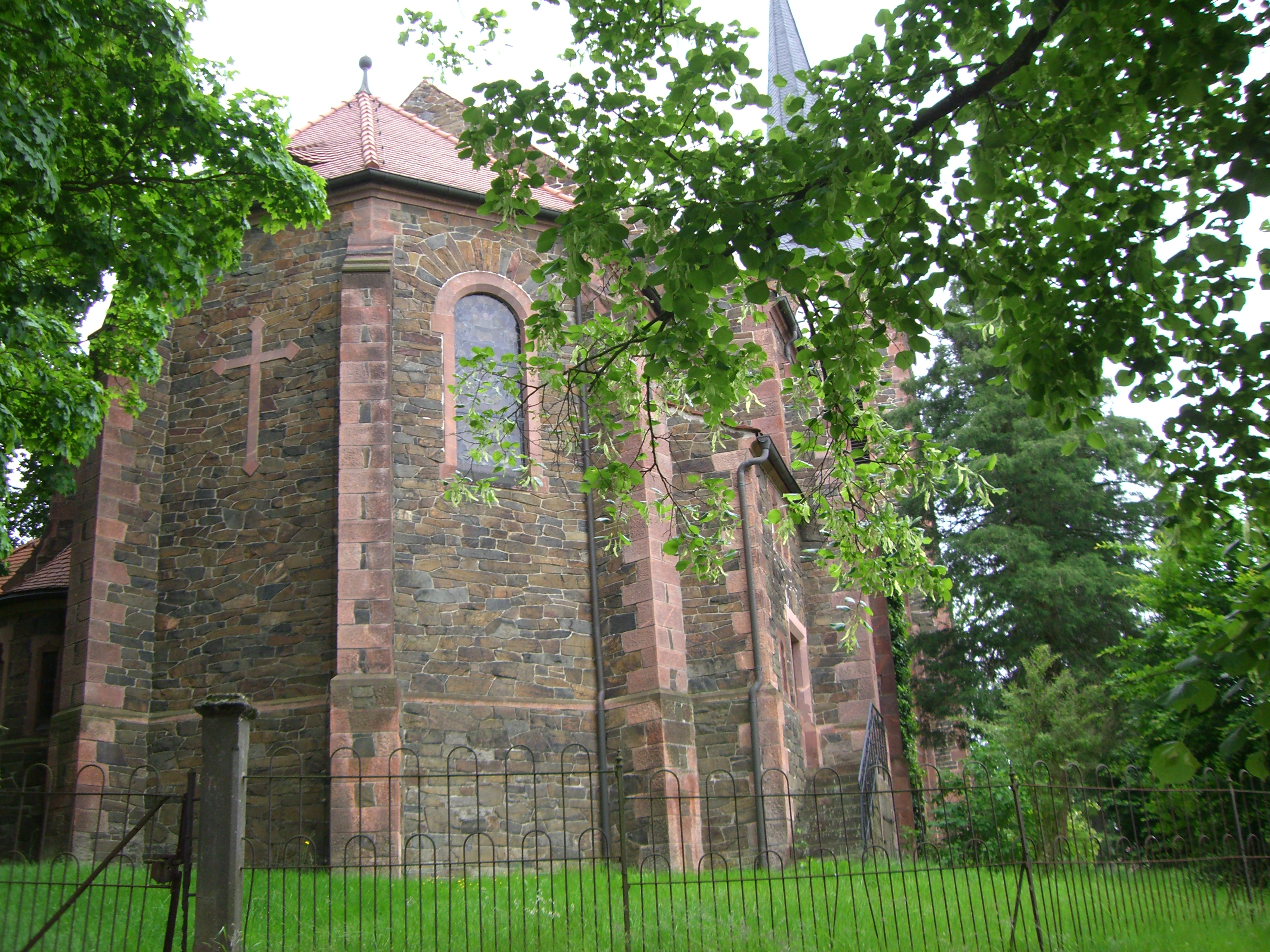
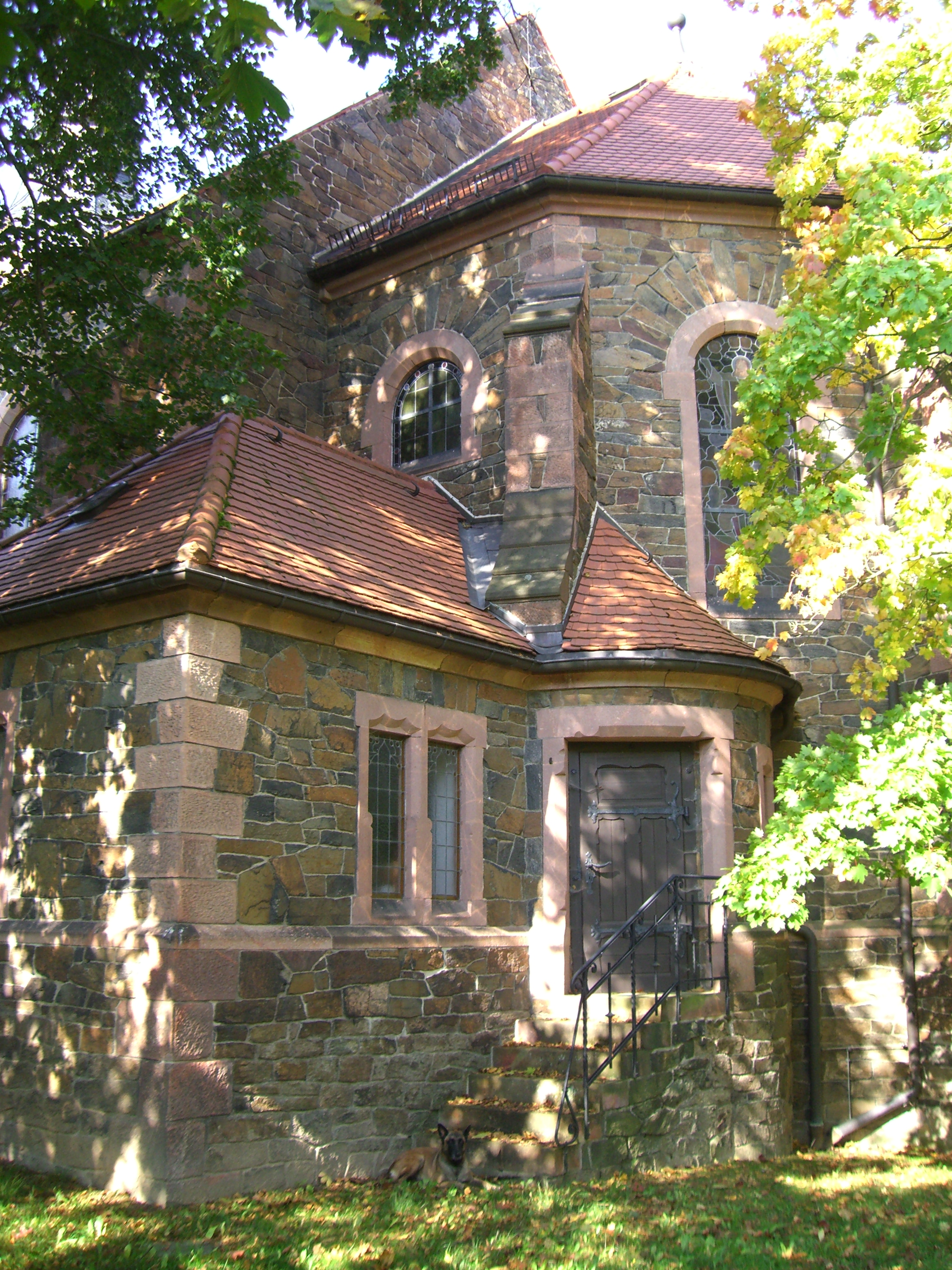
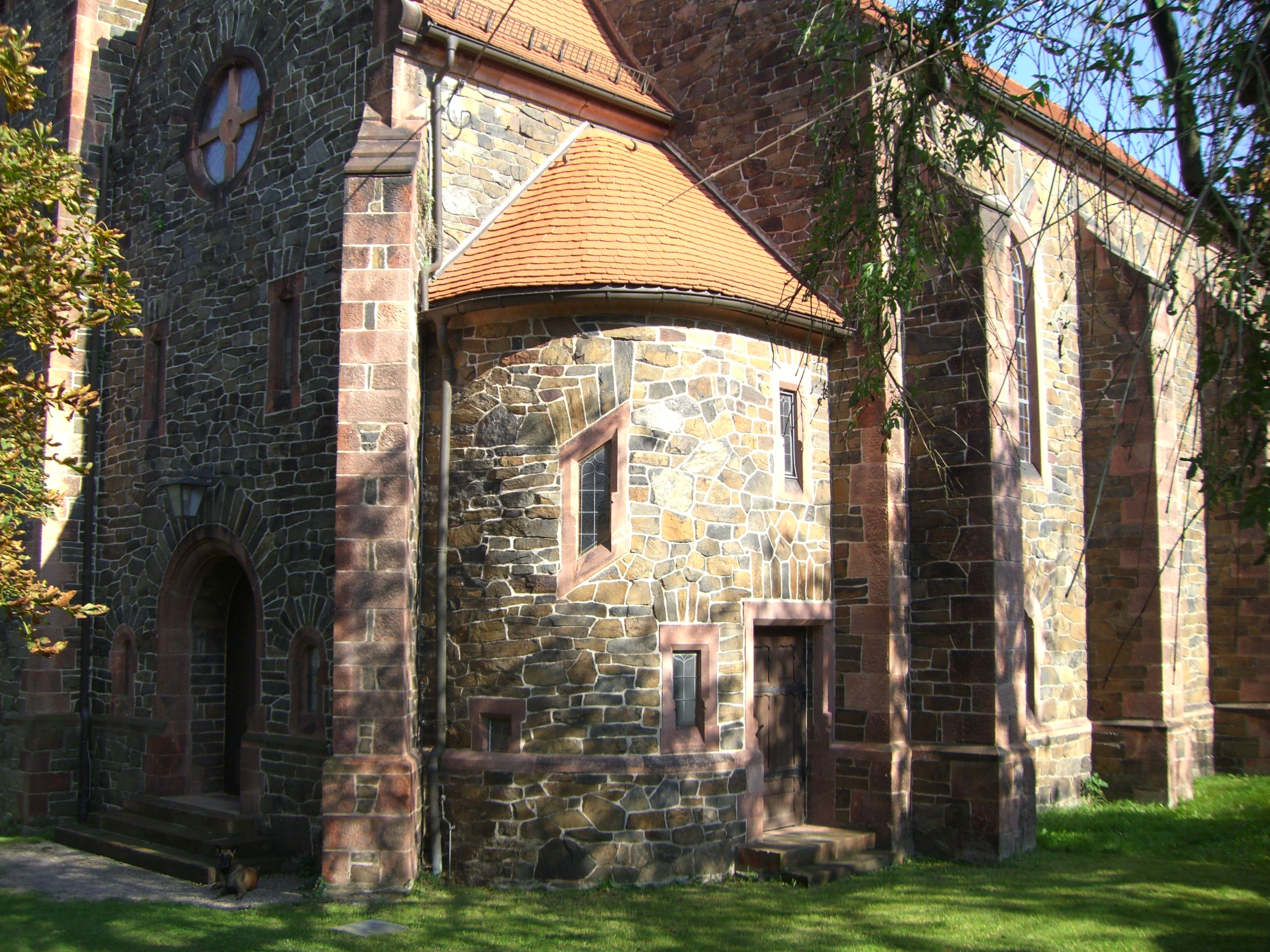

Die durch ihren herausragenden Turm das Dorfbild beherrschende Kirche wurde 1900 durch Woldemar Kandler in gemäßigten historisierenden Formen erbaut. Sie ersetzte die alte Bergmannskirche des Dorfes. Auf dem in den Park einbezogenen alten Friedhof existieren noch die Grundmauern der um 1903 abgebrochenen alten Kirche. Hier befinden sich die noch erhaltenen Schlusssteine und andere Architekturteile sowie Grabmäler des 17. und 18. Jahrhunderts. Die Reste des spätgotischen Altarschreins stehen im Stadt- und Bergbaumuseum Freiberg. Von 1993 bis 2002 wurde die Kirche in mehreren Bauabschnitten saniert.
Kunstgraben und Krummenhennersdorfer Mühle
Ein beliebter Wanderweg ist die an der Wünschmannmühle beginnende Grabentour entlang des Kunstgrabens durch das Bobritzschtal bis Reinsberg. Die Krummenhennersdorfer Mühle wurde 1195 erstmals erwähnt. Sie erhielt 1460 das Brotlieferprivileg für Freiberg, 1637 durfte Brot ab Mühle verkauft werden. Nach den Bränden von 1900 und 1910 wurde das heutige Mühlengebäude errichtet. Die Mühle wurde  1980 stillgelegt und  die Brotbäckerei 1985 geschlossen. Heute ist die Mühle mit der Mühlentechnik um 1922 Technisches Denkmal und Museum.

## Persönlichkeiten
- Roland Mai (1935–2017), Ingenieur und Hochschullehrer